# Ovtsharenkoia pallida
Genre
Espèce
Synonymes
- Hersiliola pallida Kroneberg, 1875

Ovtsharenkoia pallida, unique représentant du genre Ovtsharenkoia, est une  espèce d'araignées aranéomorphes de la famille des Hersiliidae.

## Distribution
Cette espèce se rencontre dans le Nord du Kazakhstan, en Ouzbékistan, au Kirghizistan, au Tadjikistan, au Turkménistan et dans le Nord du Pakistan,. 

## Description

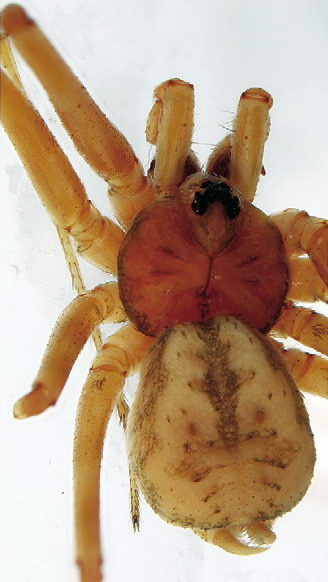
Ovtsharenkoia pallida ♂

Le mâle décrit par Marusik et Fet en 2009 mesure 4,8 mm et les femelles de 4,2 à 6,0 mm

## Étymologie
Le genre est nommé en l'honneur de Vladimir I. Ovtsharenko.

## Publications originales
- Kroneberg, 1875 : Araneae. Puteshestvie v Tourkestan. Reisen in Turkestan. Zoologischer Theil. Gesellschaft der Naturforscher in Moskau, vol. 19, p. 1-58
- Marusik & Fet, 2009 : A survey of east Palearctic Hersiliola Thorell, 1870 (Araneae, Hersiliidae), with a description of three new genera. ZooKeys, no 16, p. 75-114 (texte intégral).